# Plutarco Elías Calles, Sonora
Plutarco Elías Calles är en ort i Mexiko.   Den ligger i kommunen Caborca och delstaten Sonora, i den nordvästra delen av landet, 1 900 km nordväst om huvudstaden Mexico City. Plutarco Elías Calles ligger 91 meter över havet och antalet invånare är 3 725.
Terrängen runt Plutarco Elías Calles är platt. Runt Plutarco Elías Calles är det mycket glesbefolkat, med 6 invånare per kvadratkilometer. Plutarco Elías Calles är det största samhället i trakten. Omgivningarna runt Plutarco Elías Calles är i huvudsak ett öppet busklandskap.